# Alan Thompson (futbolista)
Alan Thompson (Newcastle upon Tyne, Inglaterra, 22 de diciembre de 1973) es un ex-futbolista inglés, se desempeñaba como centrocampista o volante. Fue internacional en una ocasión con la selección de fútbol de Inglaterra en un amistoso contra Suecia.

## Biografía

### Carrera internacional
Thompson recibió su primer y único llamado a la selección de fútbol de Inglaterra en 2004, en un amistoso contra Suecia. Se convirtió en el primer jugador inglés del Celtic FC en debutar con Inglaterra.

## Clubes
| Club              | País       | Año         | Partidos | Goles |
| Newcastle United  | Inglaterra | 1991 - 1993 | 16       | 0     |
| Bolton Wanderers  | Inglaterra | 1993 - 1998 | 157      | 37    |
| Aston Villa       | Inglaterra | 1998 - 2000 | 46       | 4     |
| Celtic FC         | Escocia    | 2000 - 2007 | 158      | 37    |
| Leeds United      | Inglaterra | 2007 - 2008 | 24       | 5     |
| Hartlepool United | Inglaterra | 2008        | 7        | 1     |

## Palmarés
Celtic FC
- Premier League de Escocia: 2000-01, 2001-02, 2003-04, 2005-06
- Copa de Escocia: 2001, 2004, 2005
- Copa de la Liga de Escocia: 2001, 2006

- Datos: Q1179806